# Chiavenna
Chiavenna är en kommun i provinsen Sondrio i Lombardiet ungefär 100 km norr om Milano och runt 40 kilometer nordväst om staden Sondrio. Kommunen hade 7 379 invånare (2018). och gränsar till kommunerna Mese, Piuro, Prata Camportaccio och San Giacomo Filippo.
I kommunen finns frazionerna Campedello, Loreto, Pianazzola och San Carlo.